# Pipistrel Velis Electro
Pipistrel Velis Electro er et slovensk let fly, designet og produceret af Pipistrel i Ajdovščina. Flyet blev typecertificeret som EASA CS-LSA fuldt elektrisk i Juni 2020, og detts primære rolle er som skolefly. Velis Electro er det første typecertificerede elektriske fly, og bliver leveret færdigbygget og klar til at flyve.

## Design og udvikling
Flyet er baseret på Pipistrel Virus flystellet og er højvinget, med en uafstøttet cantilever vinge. Flyet er to-sædet, med sæderne ved siden af hinanden i en lukket kabine med sidedøre. Det har et fast næsehjulsunderstel og en enkelt elektromotor i trækkonfiguration.
Flyet modtog sit typecertifikat den 10. Juni 2020 fra det Europæiske Luftfartssikkerhedsagentur (EASA) for dag/VFR flyvning, efter en certificeringsperiode på lige under tre år. Den korte tid for den første certificering af et elektrisk fly blev af EASA tilskrevet det "tætte samarbejde" mellem producenten og agenturet. Designet blev godkendt som en variant af Pipistrel Virus på det samme grundlæggende typecertifikat, og er officielt designeret af EASA som Virus SW 128 (Velis Electro).
Flystellet er hovedsageligt fremstillet af komposit materialer. Vingen har en spændvidde på 10,71 m (35,1 ft), et areal på 9,5 m2 (102 sq ft), et sideforhold på 12.03:1, et IMD 029-b vingeprofil og har et sæt tre-position flaps, der kan sættes til 0°, 8° eller 19°.
Den eneste godkendte motor er den væskekølede Pipistrel E-811 elektromotor, med en nominel effekt på 57,6 kW (77 hk) ved 2.500 omdrejninger i maksimalt 90 sekunder ved take-off og 49,2 kW (66 hk) ved 2.350 omdrejninger for kontinuerlig operation. Motoren blev udviklet i samarbejde med de Slovenske ingeniørfirmaer Emrax og Emsiso og får sin energiforsyning fra to væskekølede PB345V124E-L Lithium-ion-akkumulatorer, hver på 345 VDC og 11,0 kWh, forbundet parallelt. Den ene akkumulator er placeret i flyets næse, det andet bag kabinen af hensyn til tyngdepunktets placering. Akkumulatorerne kan oplades på 2 timer fra 30% til 100% kapacitet. Radiatoren er placeret i næsen, hvilket gør at motorafdækningen har en anden facon end på den nært beslægtede Pipistrel Virus. Akkumulatorerne har et indbygget system der hele tiden overvåger deres stand. E-811 er den første certificerede elektriske flymotor og blev certificeret af EASA den 18. Maj 2020.
Velis Electro afgiver et maksimalt støjniveau på 60 dBa. Lydtrykket svarer cirka til normal samtale ved middagsbordet.
Flyet har en tomvægt på 428 kg (944 lb) og en max. vægt på 600 kg (1.300 lb), hvilket giver en anvendelig last på 172 kg (379 lb).
Flyet er i produktion, og producenten fortæller at intentionen er at at levere 31 stk. i løbet af 2020. Den første Velis blev leveret den 16. Juli 2020 til en kunde i Schweiz. I Januar 2021 annoncerede Pipistrel en ordre på 50 stk. Velis Electro fra Green Aerolease i Frankrig. Flyene skal leases til franske flyveskoler i samarbejde med FFA.

## Operationel historie
I August og September 2020 udførte en gruppe svejtsiske elektro-transport entusiaster, med support fra flyproducenten, en række flyvninger med en Velis Electro som havde som formål at sætte en række verdensrekorder. Gruppen krævede rekorder for laveste energiforbrug (22.76 kWh/100 km), højeste gennemsnitsfart over en 100 km (136 km/h) og en 700 km (125 km/h) rute, længste elektrisk fløjne rute over 24 timer (327 km), 48 timer (608 km) og 56 timer (839 km).

### Flyvevåbnet
Den 3. Juni 2021 meddelte Forsvaret at Flyvevåbnet ville lease to stk. Velis Electro for en to-årig periode. Flyene blev leaset ved det franske firma Green Aero Invest.
Flyene blev afleveret til Flyvevåbnet i efteråret 2021, hvorefter de blev udstationeret på Flyvestation Karup. Flyene blev først evalueret af rutinerede piloter, derefter blev de overføret til Flyveskolen, for at skal supplere skolens flåde af T-17 Supporter skolefly.
Den primære intention var at flyene skulle benyttes til at træne starter og landinger, både af elever fra Flyveskolen men også af erfarne piloter på et 'brush-up' kursus. En opladning burde række til otte eller ni starter og landinger, hvilket anses som hvad en elev kan overskue på en enkelt dag.
Flyvevåbnet blev hermed et af verdens første luftvåben til at tage elektrofly i tjeneste. Der forudses en stor udvikling inden for området, og Flyvevåbnet ønsker at opsamle erfaringer med flyene, og at være på forkant med teknologien.
Den 7. Marts 2023 meddelte Forsvaret at Flyvevåbnet ikke vil forlænge flyenes kontrakt ved udløbet i September 2023. Som grund anføres at flyets rækkevidde er for ringe med den nuværende batteriteknologi. Derudover er manøvrefriheden for lille.

## Varianter
Der er p.t kun den ene variant, Velis Electro

## Udstillede fly
Flyet bliver endnu ikke udstillet permanent. Det må forventes at flyet vil blive udstillet på forskellige airshows i den kommende tid.

## Specifikationer
| Besætning:           | 2                                           | Elev og Instruktør                          |
| Længde:              | 6,47 m                                      | 21 ft 3 in                                  |
| Højde:               | 2,08 m                                      | 6 ft 10 in                                  |
| Spændvidde:          | 10,71 m                                     | 35 ft 2 in                                  |
| Vingeareal:          | 9,51 m²                                     | 102,4 ft²                                   |
| Sideforhold:         | 12,03:1                                     |                                             |
| Vingeprofil:         | IMD 029-b                                   |                                             |
| Tomvægt:             | 428 kg                                      | 944 lb                                      |
| Max. vægt:           | 600 kg                                      | 1.300 lb                                    |
| Motor:               | Pipistrel E-811-268MVLC                     | elektromotor                                |
| Effekt:              | 57,6 kW                                     | 66 hk                                       |
| Strømkilde:          | 2 x Pipistrel PB345V124E-L 345 VDC, 11.0kWh | Lithium-ion-akkumulatorer                   |
| Propel:              | 1 stk. Pipistrel P-812/164-F3A              | 3-bladet, fast stigning, komposit materiale |
| Propel diameter:     | 1,64 m                                      | 5 ft 5 in                                   |
| Max. fart:           | 98 knob                                     | 181,5 km/t, 112,8 mph                       |
| Marchfart:           | 90 knob                                     | 166,7 km/t, 103,6 mph                       |
| Stallfart:           | 45 knob                                     | 83,3 km/t, 51,8 mph med flaps nede          |
| "Never exceed" fart: | 108 knob                                    | 200 km/t, 124,3 mph                         |
| Udholdenhed:         | 50 minutter, plus VFR reserve               |                                             |
| Max.flyvehøjde:      | 3.658 m                                     | 12.000 ft                                   |
| Stigehastighed:      | 3,3 m/s                                     | 650 ft/min                                  |
| Vingebelastning:     | 63,1 kg/m²                                  | 12,9 lb/ft²                                 |
| Glidetal:            | 15:1                                        |                                             |
| g begrænsning:       | +4/-2                                       |                                             |
| Flyelektronik:       | Pipistrel EPSI 570C                         | 144 mm (5,7 in) LCD cockpit display         |

## Eksterne links
- Officiel hjemmeside
- Officiel video